# 라네즈
라네즈(Laneige)는 아모레퍼시픽(Amorepacific)에서 1994년에 출시된 대한민국의 화장품 브랜드다. 라네즈는 프랑스어로 눈(雪)이라는 뜻을 담고 있으며 정관사 la에 눈을 뜻하는 neige의 합성어다.

## 소개
라네즈는 피부 수분에 대한 연구를 기초로 한 화장품 브랜드로서 수분과 보습력을 강조하는 제품을 다양하게 출시하고 있다.
라네즈는 2002년 홍콩 및 상하이를 진출을 시작으로, 2018년 기준 아시아·북미·오세아니아 등 15개 지역에 진출했다. 2019년에는 유럽 18개국 세포라 입점을 통해 총 33개 지역에 진출했다. 워터 슬리핑 마스크, 투 톤 립바, 크림 스킨, 레이어링 립 바 등이 라네즈의 대표적인 베스트셀러 상품이다. 워터 슬리핑 마스크팩의 누적판매 개수는 2018년 기준 3,200만개를 넘어섰다.
대한민국의 유명 배우들이 뮤즈로 활약해 왔으며 이나영·전지현·송혜교·박서준·김유정 등이 대표적이다.
라네즈는 기술적인 측면에서 수면 마스크 제형의 ‘슬리핑 마스크’에 적용된 슬립톡스 안정화 기술 및 폴리머 네트워크를 바탕으로 한 숨쉬는 수분막(MOISTURE WRAP™) 기술 등을 적용하여 피부의 수분유지력을 높이는데 특화되어 있다. 2015년 제 23회 WCD(World Congress of Dermatology)에서는 수면 박탈에 대한 임상 발표를 진행했다.

## 주요 제품
라네즈의 대표 제품으로는 워터뱅크 하이드로 에센스, 크림 스킨, 워터 슬리핑 마스크, 레이어링 립 바 등이 있다.
• 워터뱅크 하이드로 에센스는 케일, 물냉이, 비트루트 등에서 추출한 그린 미네랄워터로 만들어진 라네즈의 대표 에센스다.
• 크림 스킨은 크림을 스킨 제형으로 녹여내어 보습력을 강화한 스킨이다.
• 워터 슬리핑 마스크는 Sleep-tox™(슬립-톡스™) 정화 기술을 적용한 수분 수면 마스크이다.
• 레이어링 립 바는 하나의 립스틱에 6개 컬러를 담아 볼륨 그라데이션을 연출해주는 립스틱이다.